# سیندرلا (فیلم ۱۹۱۴)
سیندرلا (انگلیسی: Cinderella) فیلمی در ژانر فانتزی است که در سال ۱۹۱۴ منتشر شد. از بازیگران آن می‌توان به مری پیکفورد و اوون مور اشاره کرد.